# あの夏に抱かれたい
『あの夏に抱かれたい』（あのなつにだかれたい）は1989年に日本テレビ系の土曜グランド劇場枠で放送されたテレビドラマ。放送期間は1989年9月2日から同年9月30日までで全5話。真実の愛に飢えた男の恋の変遷を描く青春ドラマ。

## あらすじ
会田章一はいつも自分の人生に疑問を持ちながら、どう生きて行ったらいいのかわからないまま過ごしている。賀川鈴美は資産家の娘で、金の苦労を知らないまま育った。鈴美は章一の恋人を自任し、どんなに邪険にされても章一の身の周りの世話をして振る舞う。現代のヤングにとって恋愛はゲームなのか? 本作はこの二人を中心とした青春群像を描いた。
本作は、脚本を担当した矢島正雄の出身地と同じ神奈川県川崎市が舞台となっている。

## キャスト
- 会田章一：野村宏伸
- 賀川鈴美：紺野美沙子
- 会田節子：市毛良枝
- 岡部真理絵：渡辺満里奈
- 新井あや：相楽晴子
- 小峰京太：大竹まこと
- 沖正：藤井尚之
- 小林昭二
- 原ひさ子
- 山口粧太
- 斉木しげる
- 鶴田真由
- 浅野和之
- 布施絵理
- 阿部由美子
- 近田和生
- 山下真広

## スタッフ
- 脚本：矢島正雄
- 演出：雨宮望
- 音楽：渡辺博也
- 主題歌：吉田拓郎「落陽」
- ファイティングコーディネーター：佐々木修平
- 技術協力：生田スタジオ
- 撮影協力：日本航空、日航ジェットプラン、拓殖大学、日立造船
- プロデューサー補：藤本一彦
- 演出補：中島悟
- 制作協力：オフィス・ヘンミ
- プロデューサー：井上健、中村和規、中山秀一
- 制作：清水欣也
- 制作著作：日本テレビ

## サブタイトル
1. 優しすぎるアイツ
2. アイツがやられた
3. 素直になれなくて
4. 途方にくれて…
5. 愛と青春の旅立ち